# Kesovce
Kesovce (in ungherese: Sajókeszi) è un comune della Slovacchia facente parte del distretto di Rimavská Sobota, nella regione di Banská Bystrica.